# Ned Zelić
Nedjeljko »Ned« Zelić, avstralski nogometaš, * 4. julij 1971, Sydney, Avstralija.
Za avstralsko reprezentanco je odigral 34 uradnih tekem in dosegel tri gole.